# Bister (Malerei)

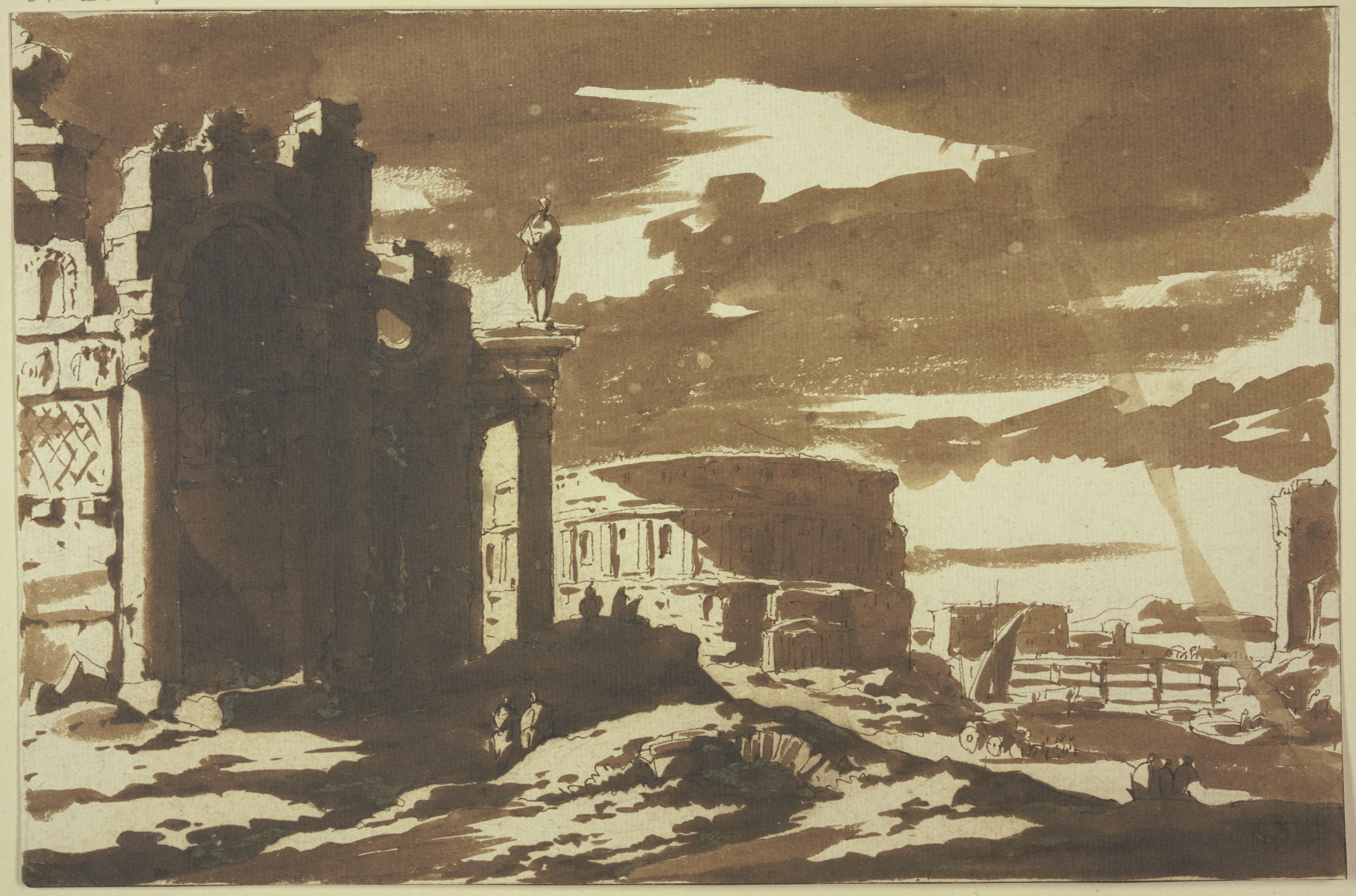
Ein römisches Theater bei einer Brücke, Jacob van der Ulft, Städelsches Kunstinstitut

Bister (frz. bistre „nussbraun“, „schokoladenbraun“) ist eine Form der Tinte verschiedener Herstellungsart. Es hat eine deutlich gelb- bis tiefbraune Farbe und gute Lasurfähigkeit.

## Beschaffenheit
Der klassische Bister wird erzeugt, indem man Ruß von verbranntem Holz – sogenannten Glanzruß – zu Pulver eindampft und später wieder verdünnt. Den Farbton von gelb-, rötlich- bis schwarzbraun erhält Bister aufgrund der für den Ruß verwendeten Holzsorte. Am häufigsten wird Buchenholz, besonders Rotbuche, für eine dunklere Färbung Eiche verwendet. 
Später wurde Bister oft durch Sepia abgelöst. Umbra wurde unter dem Namen Manganbister verwendet. Der braune Karmin entstand aus einer Auflösung von Van-Dyck-Braun (Braunkohle, eine natürliche Holzkohle) in Soda. Bei moderner Herstellung wird Mangan(II)-chlorid mit Chlorkalk und Kalkhydrat gefällt.

## Verwendung
Verwendet wird die Wasserfarbe Bister unter anderem, um Feder-, Pinsel- oder Kohlezeichnungen einen warmen, bräunlichen Hintergrund zu verleihen, aber auch um Bilder zu lavieren (verwaschen). Bister selber wird zudem als Malfarbe eingesetzt. Diese Techniken der Zeichnung wurden besonders im 15. bis 18. Jahrhundert von Künstlern wie Leonardo da Vinci, Rembrandt, Claude Lorrain, Tintoretto und Tizian angewendet.
Bister wird immer noch bei Restaurierungen benötigt.